# Болото Лисак
Боло́то Лиса́к — гідрологічна пам'ятка природи загальнодержавного значення в Україні. Розташована у Долинському районі Івано-Франківської області, на південь від села Мислівки. 
Площа природоохоронної території 14,4 га. Статус надано 1975 року. Перебуває у віданні ДП «Вигодське лісове господарство». 
Охороняються оліготрофне болото в заплаві річки Свічі, в межах гірського масиву Горгани. Унікальне для Карпат поєднання в рослинному покриві мезотрофних і оліготрофних угруповань (журавлина звичайна та журавлина дрібноплода, андромеда багатолиста, плаун заплавний та інші).